# Klarenbeek (dorp)

Locatie in de gemeente Apeldoorn

Locatie in de gemeente Voorst

Klarenbeek is een lintdorp in de Nederlandse provincie Gelderland, ten oosten van Apeldoorn. Het dorp telde op 1 januari 2023 3300 inwoners. Het dorp valt onder twee gemeenten, namelijk Apeldoorn en Voorst; de gemeentegrens loopt dwars door het dorp. In de omgeving van Klarenbeek zijn enkele natuurgebieden waaronder het Beekbergerwoud. Het dorp heeft een eigen treinstation: station Klarenbeek.

## Geschiedenis
Ondanks dat Klarenbeek zelf als dorp vrij jong is, zijn in de omgeving van Klarenbeek verschillende resten te vinden van menselijke activiteit. Zo liggen in het Appense Veld ten oosten van het dorp vier grafheuvels die zo'n 2.000 jaar voor onze jaartelling, in de bronstijd, gemaakt zijn. Verder is hier ook een middeleeuwse bandijk, de Appense Dijk, te vinden.
Klarenbeek is genoemd naar een landgoed dat aan de Klaarbeek lag, een beek die later ook de Klarenbeek ging heten. Tussen het dorp en de naburige plaatsen Apeldoorn en Beekbergen heeft het laatste oerbos van Nederland gelegen, het Beekbergerwoud.
Na de bouw in de achttiende eeuw van een door waterkracht aangedreven kopermolen vormde zich een nederzetting, die halverwege de negentiende eeuw een eigen rooms-katholieke kerk kreeg. Omstreeks 1871 werd de molen vervangen door een houtzagerij. Het bedrijf was generaties lang in handen van de familie Krepel. Voor de aanvoer van het hout en de afvoer van de producten (vooral sigarenkistjes) werd een spoorverbinding aangelegd met de even noordelijker gelegen spoorlijn tussen Apeldoorn en Zutphen. Daar kwam toen ook een halte voor personenvervoer.
Aan het begin van de 20e eeuw was Klarenbeek nog steeds niet veel meer dan een gebied met enkele verspreide huizen en een kerk. Rond de Hoofdweg zijn in de twintigste en eenentwintigste eeuw verschillende buurtjes gebouwd.
In nacht van 30 op 31 mei 1942 in de Tweede Wereldoorlog stortte in Klarenbeek een geallieerde bommenwerper neer, een Vickers Wellington. Daarbij kwamen vijf bemanningsleden om het leven. Hieraan herinnert een monument aan de Hessen Allee, waarin resten van het vliegtuig zijn verwerkt. In 2010 is het monument tijdelijk weggehaald in verband met nieuwbouw, in 2012 is het herplaatst. Het nieuwe wooncomplex (bestaande uit twee gebouwen) nabij het monument  is naar het monument "de Propeller" genoemd.
In 1948 is officieel de vrijwillige brandweer in Klarenbeek opgericht.
Sinds 2022 heeft Klarenbeek ook zijn eigen vlag en dorpskrantje de 'Klarenbeker.nl'. Op 16 april 1945 is Klarenbeek bevrijd in de Tweede Wereldoorlog en vlagt Klarenbeek jaarlijks de vlag. 

## Bestuur
De twee gemeenten Apeldoorn en Voorst stemmen hun toekomstplannen voor Klarenbeek op elkaar af, zodat Klarenbeek niet per gemeente verschilt in bijvoorbeeld bebouwing en dergelijke. Zo werd begin 2013 op initiatief van Apeldoorn en met instemming van Voorst besloten tot de bouw van 120 nieuwe woningen in Klarenbeek-Noord over een periode van 10 jaar. Nu en dan klinken er geluiden om het dorp in één gemeente op te laten gaan, echter in 2013 bleek uit een onderzoek in opdracht van de gemeenteraad van Voorst dat daar nauwelijks behoefte aan was.
Zowel de gemeente Apeldoorn als Voorst is onderverdeeld in wijken. In de gemeente Voorst vormt Klarenbeek samen met De Kar, De Vecht, Teuge en Wilp-Achterhoek de wijk Klarenbeek-Teuge. In de gemeente Apeldoorn is Klarenbeek samen met De Hooilanden, De Hooilanden-Oosterhuizen en Het Woudhuis een wijk.
Klarenbeek kent een eigen dorpsraad, Klarenbeeks Belang, die in beide gemeenten wordt erkend als belangenvertegenwoordiger. De Belangenvereniging De Kar en De Hooilanden heeft te kennen gegeven te willen samengaan met Klarenbeeks Belang en binnen het Klarenbeeks Belang verder te willen gaan als het Comité Buitenleven. Het Klarenbeeks Belang heeft hier mee ingestemd.

## Bijzondere gebouwen

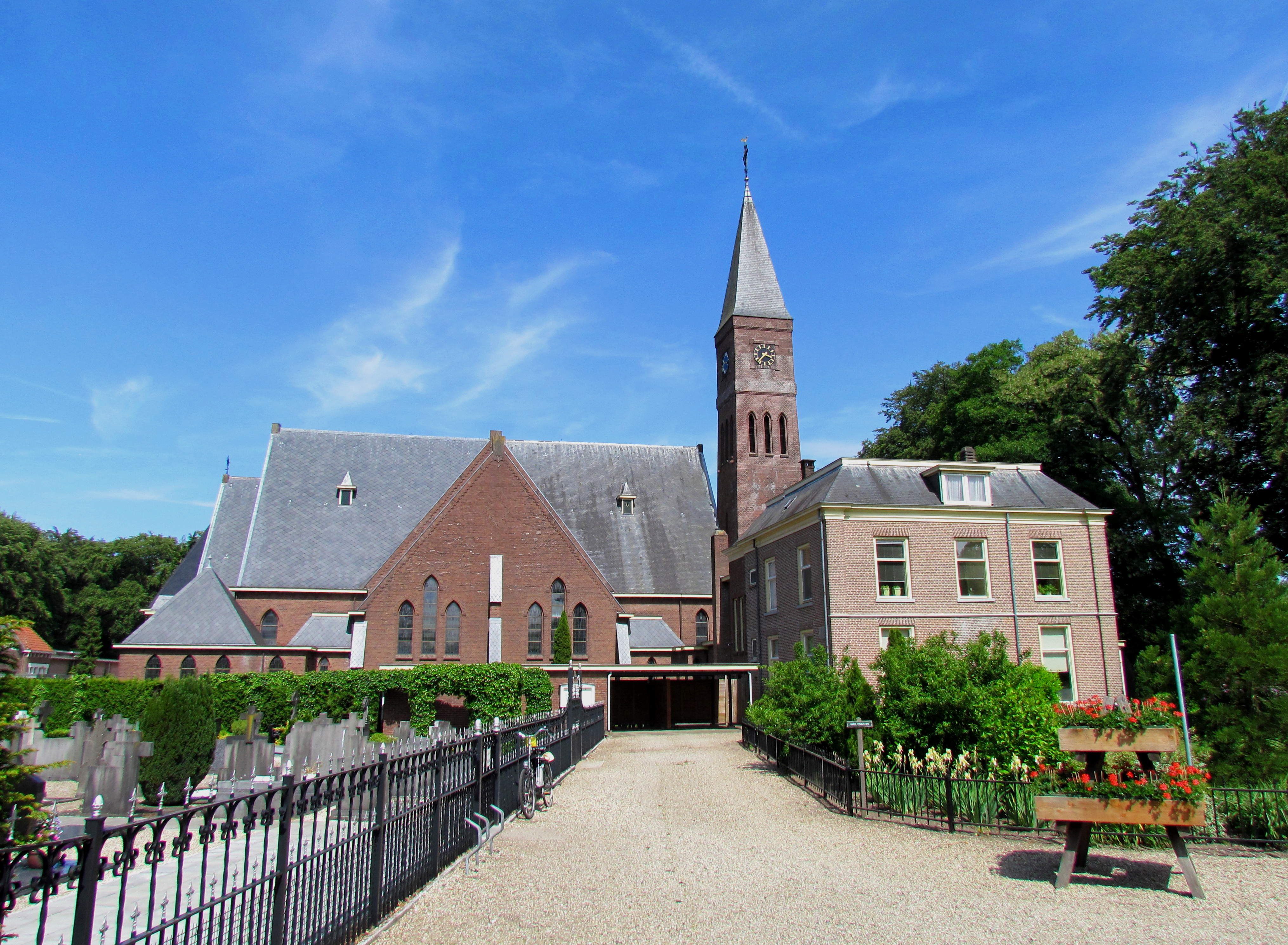
Kerkgebouw O.L.V. Ten Hemelopneming in 2011

- Aan de Kerkweg bevindt zich de voormalige rooms-katholieke kerk 'Onze Lieve Vrouwe Ten Hemelopneming', die jarenlang een belangrijke rol speelde in het dorpsleven. Op 13 juli 2014 vond er de laatste reguliere eredienst plaats, het gebouw werd daarna te koop gezet. De inwoners van Klarenbeek besloten kerk en aanliggende pastorie gezamenlijk aan te kopen. Het gebouw is in gebruik genomen als afhuurbaar evenementencentrum onder de naam 'Het Boshuis'.[8]
- Aan de Molenweg staat de korenmolen de Hoop, die nog steeds in bedrijf is.

## Kunst en cultuur
- Het Haardplatenmuseum is een museum over gietijzer, haardplaten en hun thema’s. Het museum ligt aan de Oude Broekstraat buiten de kern van het dorp.
- De Galerie bij Krepel is een op het terrein van Krepel gevestigde galerie en bevindt zich in de oude zagerij. De Galerie ligt buiten de kern van Klarenbeek aan de Kopermolenweg.
- Galerie de Landweg is een galerie die in 2006 opgericht is. Het bevindt zich aan de Landweg, vlak bij de kruising met de Kopermolenweg.
- Roofvogeltuin De Havikshof is een parkachtige tuin, waarin diverse roofvogels te zien zijn. De tuin is aan de Oudhuizerstraat gelegen.
- Museum Theo Jans was een museum aan de Kopermolenweg buiten de kern van Klarenbeek. Het museum was vooral bekend door de collectie houten beelden. Het is in 2008 gesloten, al wordt gekeken of het museum heropend kan worden.[9]

### Evenementen
- De Klarenbeekse kermis wordt jaarlijks georganiseerd en vindt plaats in het derde weekend van Augustus. Verschillende bekende Nederlandse bands hebben opgetreden op de Klarenbeekse kermis zoals BLØF, DI-RECT, De Kast, Rowwen Hèze en Normaal. Het wordt georganiseerd door Oranje Vereniging Klarenbeek (OVK).
- Koningsdag wordt net als de kermis jaarlijks door de OVK georganiseerd. De playbackshow is een van de evenementen die jaarlijks tijdens Koninginnedag plaatsvindt.
- De Klarenbeekse carnavalsoptocht en het feest erna vinden plaats op zaterdag in het carnavalsweekend. Het wordt georganiseerd door cv De Neutenkrakers. Tijdens carnaval heet Klarenbeek Neutendarp.
- Trekkerslep, ook wel bekend als trekkertrek en Tractor Pulling, is een jaarlijks terugkerend evenement.
- Het Piratenfestijn is een jaarlijks terugkerend evenement in Klarenbeek en vindt met Pasen plaats. Het wordt georganiseerd sinds 2008.
- De Wiesneuzenkwis is een grote dorpskwis die om het jaar wordt georganiseerd.

### Muziek
- Muziekvereniging Klarenbeek is een vereniging ontstaan in 2002 uit een fusie tussen het Klarenbeekse Amicitia en Klarenbeek-Oosterhuizense Wilhelmina, die beide opgericht zijn in 1908. Het heeft drie orkesten: een harmonie-, een opleidings- en een aspirantenorkest.
- De leden van de rockband Good Things End, drie broers en hun zus, komen uit Klarenbeek.

## Onderwijs
Klarenbeek heeft een basisschool "De Kopermolen". De Kopermolen is een katholieke school en bevindt zich naast de voormalige kerk aan de oostzijde in het bos buiten de bebouwde kom in het Voorster deel van het dorp. De Kopermolen is vernoemd naar de watermolen die zich bij houtzagerij Krepel in de beek bevond.
Tot 1 augustus 2022 had Klarenbeek nog een tweede basisschool "De Dalk", toen het werd gesloten vanwege een gebrek aan leerlingen. De Dalk was een openbare school en bevond zich midden in het dorp, net aan de Apeldoornse kant van de gemeentegrens. Er is nog geen officieel besluit genomen wat er met het schoolgebouw van De Dalk gaat gebeuren.

## Sport en recreatie
Het dorp heeft een sportvereniging, SC Klarenbeek, een omnisportclub met acht afdelingen (voetbal, volleybal, biljart, fietsen, gymnastiek, handbal, schaatsen en dansen). Verder is er nog een tennisvereniging De Zweepslag. De twee sportverenigingen liggen naast elkaar.
In Klarenbeek bevindt zich tegenover de molen de hertenkamp, een klein omheind stuk grasland met herten en kippen, dat fungeert als ontmoetingsplaats voor Klarenbekers.
Klarenbeek ligt aan de Europese wandelroute E11, ter plaatse beter bekend als Marskramerpad. De route komt vanaf de richting Beekbergen en vervolgt richting de buurtschap Gietelo.